# Cabernet franc
Cabernet franc je rdeča sorta vinske trte, ki prihaja iz Francije. Preko križanja s sorto Sauvignon blanc je nastal Cabernet Sauvignon. Cabernet franc je ponekod tudi sorta, iz katere izdelujejo rose.
Trta je razmeroma občutljiva in v slovenskem prostoru uspeva le v primorskem vinorodnem okolišu, predvsem v okolici Kopra.